# Isamaa
Isamaa (Fäderneslandet) är ett nationalkonservativt och marknadsliberalt politiskt parti i Estland, bildat 2006 genom samgående mellan de båda borgerliga partierna Res Publica och Isamaaliit. Fram till juni 2018, då man bytte till det nuvarande namnet, kallades det sammanslagna partiet för Förbundet Fäderneslandet och Res Publica, Isamaa ja Res Publica Liit, förkortat IRL.
I det nationella parlamentsvalet 2007 fick partiet 17,9 procent av rösterna och med 19 av Riigikogus 101 mandat blev det tredje största parti. Detta var en stor förlust för partiet eftersom det sammanslagna partiet innan valet hade 35 platser i parlamentet och därmed var Riigikogus största parti. I synnerhet var detta en besvikelse för Res Publicas tidigare partimedlemmar, eftersom de flesta av det sammanslagna partiets röster gick till Isamaaliits företrädare. 2011 ökade röstandelen något och gav 23 mandat men 2015 sjönk resultaten åter till (preliminärt) 13,7% och 14 platser, fjärde största parti.
Under Helir-Valdor Seeders ledning backade partiet i valet 2019 till 11,2 procent, motsvarande 12 mandat i Riigikogu.

## Lista över partiordförande
- Mart Laar (2006–2012)
- Urmas Reinsalu (2012–2015)
- Margus Tsahkna (2015–2017)
- Helir-Valdor Seeder (2017–)